# 제3차 사토 내각
제3차 사토 내각(일본어: 第3次佐藤内閣)은  사토 에이사쿠가 제63대 내각총리대신으로 임명되어, 1970년 1월 14일부터 1971년 7월 5일까지 존재한 일본의 내각이다.

## 개요
제3차 사토 내각 시대의 주요 사건은 다음과 같다.
1. 일본 만국 박람회가 오사카부 스이타시에서 1970년 3월 14일부터 1970년 9월 13일까지 183일간 개최됐다.
2. 적군파 활동가에 의한 일본항공 국내선 351편(보잉 727-89기, 일명 ‘요도호’) 항공기 납치 사건(이른바 요도 호 하이재킹 사건)이 발생했다.
3. 일본과 미국 간의 상호 협력 및 안전 보장 조약이 1970년 6월 23일부로 기한이 10년 지났지만 조약의 규정으로 자동 연장됐다.

## 각료
- 내각총리대신 - 사토 에이사쿠
- 법무대신 - 고바야시 다케지( ~ 1971년 2월 8일) / 아키타 다이스케(자치상 겸임, 1971년 2월 9일 ~ 같은 해 2월 16일) / 우에키 고시로(1971년 2월 17일 ~ )
- 외무대신 - 아이치 기이치
- 대장대신 - 후쿠다 다케오
- 문부대신 - 사카타 미치타
- 후생대신 - 우치다 쓰네오
- 농림대신 - 구라이시 다다오
- 통상산업대신 - 미야자와 기이치
- 운수대신 - 하시모토 도미사부로
- 우정대신 - 이데 이치타로
- 노동대신 - 노하라 마사카쓰
- 건설대신, 긴키권 정비 장관, 주부권 개발 정비 장관, 수도권 정비위원회 위원장 - 네모토 류타로
- 자치대신 - 아키타 다이스케
- 내각관방장관 - 호리 시게루
- 총리부 총무장관 - 야마나카 사다노리
- 국가공안위원회 위원장, 행정관리청 장관 - 아라키 마스오
- 홋카이도 개발청 장관, 과학기술청 장관 - 니시다 신이치
- 방위청 장관 - 나카소네 야스히로
- 경제기획청 장관 - 사토 이치로
- 환경청 장관 - 야마나카 사다노리(총리부 총무장관 겸임, 1971년 7월 1일 설치)
  - 내각법제국 장관 - 다카쓰지 마사미
  - 내각관방부장관(정무) - 기무라 도시오
  - 내각관방부장관(사무) - 이시오카 미노루
  - 총리부 총무부장관(정무) - 미나토 데쓰로(1970년 1월 20일 ~ )
  - 총리부 총무부장관(사무) - 이와쿠라 노리오(1970년 1월 16일 ~ 1971년 1월 8일) / 구리야마 렌페이(1971년 1월 8일 ~ )

## 정무 차관
1970년 1월 20일에 임명됐다.
- 법무 정무 차관 - 오타케 다로
- 외무 정무 차관 - 다케우치 레이이치
- 대장 정무 차관 - 나카가와 이치로·후지타 마사아키
- 문부 정무 차관 - 니시오카 다케오
- 후생 정무 차관 - 하시모토 류타로
- 농림 정무 차관 - 와타나베 미치오·미야자키 마사오
- 통상 산업 정무 차관 - 고미야마 주시로·우치다 요시로
- 운수 정무 차관 - 야마무라 신지로
- 우정 정무 차관 - 오부치 게이조
- 노동 정무 차관 - 오노 아키라
- 건설 정무 차관 - 다무라 료헤이
- 자치 정무 차관 - 오이시 하치지
- 행정 관리 정무 차관 - 구로키 도시카쓰
- 홋카이도 개발 정무 차관 - 스게노 기사쿠
- 방위 정무 차관 - 쓰치야 요시히코
- 경제 기획 정무 차관 - 야마구치 시즈에
- 과학 기술 정무 차관 - 후지모토 다카오

## 참고 문헌
- 하타 이쿠히코 편 《일본 관료제 종합 사전 : 1868 ~ 2000》(도쿄 대학 출판회, 2001년)